# Solti Bertalan
Solti Bertalan (Temesvár, 1913. március 15. – Budapest, 1984. április 8.) Kossuth-díjas magyar színész, a debreceni, az egri, majd a békéscsabai színház igazgatója.

## Életpályája
Szülei, Solti Károly és Kohler Anna szintén színészek voltak. 15 évesen lépett először színpadra Miskolcon. Itt öt évig játszott, ezután különböző vidéki társulatokkal szerepelt. Pályáját sihederszerepekkel kezdte, később buffo és táncoskomikus volt. A második háború után két esztendőt töltött Miskolcon, 1946-tól 1949-ig pedig a debreceni Csokonai Színház tagja volt, melynek 1948–49-ben igazgatója is lett. Szerepelt később Egerben, Békéscsabán, Győrben, Szolnokon, ezzel egyidőben rövid ideig a Petőfi Színháznál játszott, majd Kaposvárra szerződött. 1969-től 1979-ig ismét Győrben szerepelt, a város díszpolgárává választották. 1979-től 1982-ig a József Attila Színház művésze volt. Négy évtizedet felölelő pályafutása során több mint ezer szerepet játszott el.
Felesége Szende Bessy színésznő volt.

## Főbb szerepei
- Bánk bán, Tiborc, Biberach (Katona József: Bánk bán)
- Lucifer, Péter apostol (Madách Imre: Az ember tragédiája)
- Cyrano de Bergerac (Rostand)
- Polonius, Színészkirály (Shakespeare: Hamlet)
- Tudós (Vörösmarty Mihály: Csongor és Tünde)
- Csendes Imre (Dobozy I.: Szélvihar)
- Edmund (Shakespeare: II. Richárd)
- Teiresziasz (Szophoklész: Antigoné)
- Kreon (Grillparzer: Medea)
- Katz Péter (Hašek: Svejk)
- Seres Sándor (Fejes Endre: Rozsdatemető)

## Filmjei

### Játékfilmek
- Életjel (1954)
- Simon Menyhért születése (1954)
- 2×2 néha 5 (1954)
- Bakaruhában (1957)
- Csempészek (1958)
- Tegnap (1959)
- Álmatlan évek (1959)
- Szerelem csütörtök (1959)
- Pár lépés a határ (1959)
- A megfelelő ember (1960)
- Merénylet (1960)
- Hosszú az út hazáig (1960)
- Két félidő a pokolban (1961)
- Angyalok földje (1962)
- Párbeszéd (1963)
- Germinal (1963)
- Így jöttem (1965)
- Húsz óra (1965)
- Szentjános fejevétele (1966)
- Egri csillagok 1-2. (1968)
- A holtak visszajárnak (1970)
- Szerelmi álmok – Liszt (1970)
- Arc (1970)
- Még kér a nép (1972)
- Harminckét nevem volt (1972)
- A törökfejes kopja (1973)
- Kakuk Marci (1973)
- Segesvár (1974)
- Végül (1974)
- Az öreg (1975)
- Tűzgömbök (1975)
- Fekete gyémántok 1-2. (1976)
- Talpuk alatt fütyül a szél (1976)
- Magyarok (1978)
- A trombitás (1979)
- A kedves szomszéd (1979)
- Allegro Barbaro (1979)
- A Pogány Madonna (1980)

### Tévéfilmek
- Tanya a viharban (1958)
- Piros tövű nád (1965)
- Bors (1968)
- Tizennégy vértanú (1970)
- Rózsa Sándor 1–6. (1971)
- Egy óra múlva itt vagyok (1971)
- Vasárnapok (1971)
- Jöjjön el a Te országod (1971)
- Jó estét nyár, jó estét szerelem (1972)
- Sólyom a sasfészekben (1973)
- Egy ember és a többiek (1973)
- Az ezeregyedik kilométer (1973)
- Tigrisugrás (1974)
- Embersirató (1974)
- Utolsó padban (1975)
- Hungária Kávéház 1–6. (1976-tévésorozat)
- Beszterce ostroma 1–3. (1976)
- A lőcsei fehér asszony (1976)
- Lincoln Ábrahám álmai (Abraham Lincoln) (1976)
- Békesség, ámen! (1977)
- Oedipus király (1977)
- Két pisztolylövés (1977)
- Megtörtént bűnügyek (1978) sorozat A kiskirály című része
- Beszélgetések Szókratésszal (1978)
- Idegenek (1979)
- A különc (1980)
- Bolondnagysága (1980)
- Villám (1981)
- A 78-as körzet (3 részben) (1982)
- Mint oldott kéve 1–7. (1983)
- Napos oldal (1983)

## Díjai, elismerései
- Kossuth-díj (1955)
- Érdemes művész (1966)
- SZOT-díj (1971)
- Győr díszpolgára (1975)